# Yevgeny Leonov
Yevgeny Pavlovich Leonov (tiếng Nga: Евгений Павлович Леонов; 2 tháng 9 năm 1926 - 29 tháng 1 năm 1994) là một diễn viên nổi tiếng của Liên Xô và Nga, người đã đóng vai chính trong một số bộ phim nổi tiếng nhất của Liên Xô, chẳng hạn như Quý ông vận may, Mimino và Coi chừng, có động vật hoang dã trên tàu!. Được gọi là "một trong những diễn viên được yêu thích nhất của Nga", ông cũng lồng tiếng cho nhiều nhân vật hoạt hình của Liên Xô, bao gồm Vinny Pukh (Winnie-the-Pooh).

## Tuổi thơ
Lớn lên trong một gia đình Moskva điển hình, Leonov mơ ước trở thành một phi công lái máy bay chiến tranh, đó là mong muốn rất phổ biến của nhiều cậu bé thời Thế chiến thứ hai. Ước mơ này cũng thường được cho là do cha ông làm việc trong một nhà máy sản xuất máy bay. Trong Chiến tranh Vệ quốc vĩ đại, ông và cả gia đình làm việc trong một nhà máy sản xuất vũ khí / hàng không. Sau chiến tranh, ông gia nhập trường Sân khấu Nghệ thuật Moscow, nơi ông học thầy Mikhail Yanshin.

## Sự nghiệp
Trong bộ phim đầu tiên của mình, Leonov được đóng vai phụ và không nhận được bất kỳ sự công nhận nào. Sau đó, anh trở thành diễn viên thường xuyên của Georgiy Daneliya, xuất hiện trong tất cả các phim của đạo diễn này, bao gồm Gentlemen of Fortune, Autumn Marathon, Mimino, Afonya và Kin-dza-dza!. Theo Allmovie, "vóc dáng thấp bé, tròn trịa, đôi mắt biểu cảm, khuôn mặt rộng và cởi mở, động tác chậm chạp và giọng nói hơi ngọng nghịu khiến anh ấy trở nên lý tưởng cho các vai diễn truyện tranh mà anh ấy đảm nhận". Nhưng anh ấy cũng thu hút sự chú ý của giới phê bình nhờ những phần bi kịch và sự tự nhiên bất biến trong diễn xuất của anh ấy. Nhiều diễn viên đáng chú ý được cho là tránh xuất hiện trong cùng các bộ phim với Leonov, vì cách diễn xuất tự nhiên của ông khiến họ có vẻ căng thẳng.
Bất chấp sự xuất hiện ngắn ngủi của Leonov trong Cuộc thi Marathon mùa thu (1980) của Danelia (một trong những bộ phim nổi tiếng nhất của đạo diễn này), vai diễn này đã mang về cho anh giải Nam diễn viên chính xuất sắc nhất tại Liên hoan phim Venice. Người ta nói rằng trong cuộc thi Marathon mùa thu, Leonov đã thể hiện một cách xuất sắc hình tượng phản anh hùng điển hình của Leonov. Ông đã đưa ra một miêu tả vui nhộn về một người đàn ông giản dị, tọc mạch, uống quá nhiều và không thích gì hơn là nói những điều vô nghĩa miễn là ai có thể chịu đựng được. Trong số những bộ phim khác mà ông có công trong việc nâng lên tầm kinh điển là Gentlemen of Fortune và The Belorussia Station, cả hai đều được thực hiện vào năm 1971. Giống như tất cả các bộ phim của Leonov, chúng thường xuyên được phát lại trên truyền hình. Được biết, "Leonov đối với người Nga như Fernandel đối với người Pháp."  Ông đã diễn hơn 200 vai diễn và là nam diễn viên phụ nổi tiếng nhất của điện ảnh Nga.
Năm 1991 (hoặc năm 1988 ), khi lưu diễn ở Đức, Leonov bị một cơn đau tim lớn, khiến ông hôn mê trong 10 ngày (hoặc 16 ngày ). Tính mạng của Leonov chỉ được cứu sau cuộc phẫu thuật lớn và Leonov đã hồi phục - vừa kịp để bắt đầu lịch trình biểu diễn tại Nhà hát Leninski Komsomol (còn gọi là Nhà hát Lenkom).